# Valīseh
Valīseh är en ort i Iran.   Den ligger i provinsen Gilan, i den norra delen av landet, 190 km nordväst om huvudstaden Teheran. Antalet invånare är 275.
Terrängen runt Valīseh är huvudsakligen platt, men västerut är den kuperad. Runt Valīseh är det ganska tätbefolkat, med 134 invånare per kvadratkilometer. Närmaste större samhälle är Langarud, 8,9 km nordväst om Valīseh. Trakten runt Valīseh består till största delen av jordbruksmark.